# Bank of Ghana
Die Bank of Ghana (kurz: BOG) ist die Zentralbank von Ghana. Sie befindet sich in der Hauptstadt Accra und wurde 1957 gegründet.

## Geschichte
Die Geschichte der Bank begann mit der Bank of the Gold Coast (BGC). Während der Unabhängigkeitsbemühungen in den 1950er Jahren entstand auch die Idee einer eigenen Zentralbank. Zwei Tage vor der Unabhängigkeit, am 4. März 1957, wurde die Bank of Ghana Ordiance vom Britischen Parlament aufgelöst und die Bank of Ghana gegründet. Mitte Juli war das neue Hauptquartier in der High Street betriebsbereit. Die Gründung einer Zentralbank wurde als großer Schritt in Richtung eines souveränen Staates gesehen und sollte die wirtschaftliche Entwicklung des Landes unterstützen. Ihre regulären Geschäfte nahm die Bank am 1. August 1957 auf.

## Struktur
Nach dem Bank of Ghana Act (Act 612) wird die Bank von einem Verwaltungsrat geführt. Der Rat besteht aus dem Vorsitzendem, seinen beiden Stellvertretern sowie aus neun weiteren Direktoren. Einer von ihnen vertritt gleichzeitig das Finanzministerium. Die Ratsmitglieder werden vom Präsidenten Ghanas ernannt, der dabei Rücksprache mit dem Rat des Staates hält. Die Amtszeit für die neun weiteren Direktoren beträgt drei Jahre, sie können jedoch mehrere Amtszeiten absolvieren.
Ferner sind die Geschäfte der Bank auf 19 Departments verteilt, die sich jeweils um bestimmte Aufgaben kümmern.

## Aufgaben
Die Aufgaben der BOG sind:
- Herausgabe und Verwaltung der Landeswährung
- Rücklagen zu bilden
- Währungsstabilität zu garantieren
- Ausführung der Währungspolitik